# کلاودیو کاسانووا

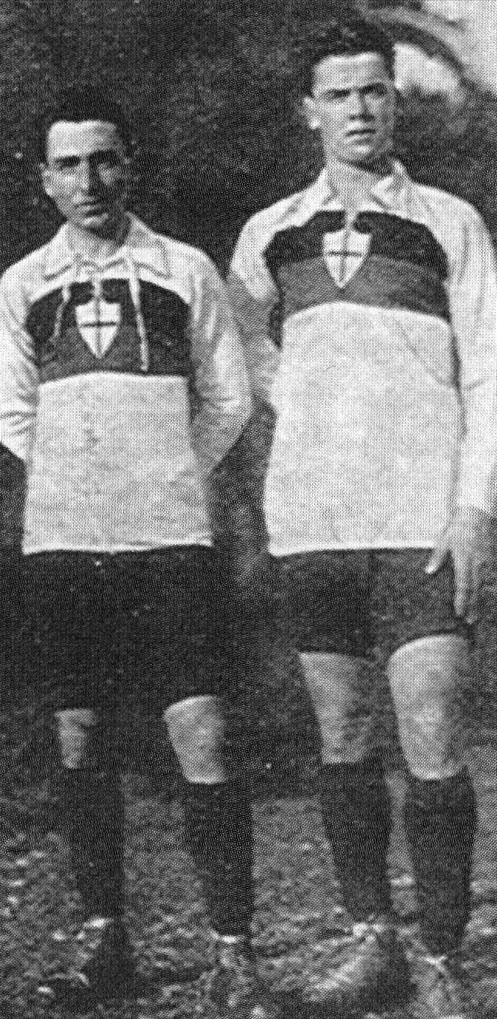
کلاودیو کاسانووا (سمت راست تصویر) - ۱۹۱۴

کلاودیو کاسانووا (به ایتالیایی: Claudio Casanova) بازیکن فوتبال و اهل ایتالیا است که از سال ۱۹۱۴ میلادی عضو تیم ملی فوتبال ایتالیا بوده و در ۱ بازی ملی حضور داشته‌است. او در بازی‌های ملی‌اش گلی به ثمر نرساند.
کلاودیو کاسانووا آخرین بازی ملی خود را در سال ۱۹۱۴ میلادی انجام داد.